# Nicolaiev
Nicolaiev, también en español Nicolaev, y Nikolaev (en ruso: Никола́ев, romanizado: Nikoláiev, AFI: [nʲɪkɐˈɫa(j)ɪf]; en ucraniano: Микола́їв, romanizado: Mykoláyiv, [mɪkoˈɫɑjɪu̯]ⓘ), es una de las principales ciudades de Ucrania y centro administrativo del óblast de Nicolaiev. Está situada en la confluencia de dos ríos, el Bug y el Inhul, a 65 km del mar Negro.

## Toponimia
La ciudad adquiere su nombre del santo Nicolás de Bari, llamada originalmente en ruso: Никола́ев, romanizada y traducida históricamente al español como Nicoláiev, Nicolaev o Nicoláyev.
Según el Tesauro ISOC de Topónimos del Consejo Superior de Investigaciones Científicas, que recoge los nombres autóctonos traídos al español, el nombre de la ciudad en español es Nikolayev como término más encontrado, con sinónimo en Mykolayiv, al venir cada uno de un idioma autóctono (ruso y ucraniano respectivamente).
El Ministerio de Relaciones Exteriores de Ucrania ha solicitado (en un comunicado en inglés) que la transliteración al alfabeto latino del nombre de la ciudad sea Mykoláiv (en ucraniano: Микола́їв) en lugar del tradicional topónimo Nikolayev, derivado del ruso.
Aun con esta posición y el comienzo de la utilización de los términos Mikolaiv y Mykolaiv como nombre de la ciudad para adecuarse a la transliteración desde el ucraniano por parte de algunos medios en español, sigue siendo bastante común el uso del topónimo tradicional Nicolaiev, transliterado al español desde el ruso.

## Historia
| Pertenencias históricas |
| - Imperio ruso: 1789-1917 - Gobernación de Jersón ——————————————————— - Ucrania: 1917-1920 - Hetmanato: 1918 ——————————————————— - Unión soviética: 1920-1941 - RSS de Ucrania ——————————————————— - Ocupación nazi: 1941-1944 - Comisariado para Ucrania ——————————————————— - Unión soviética: 1941-1991 - RSS de Ucrania ——————————————————— - Ucrania: desde 1991 |

### Imperio ruso

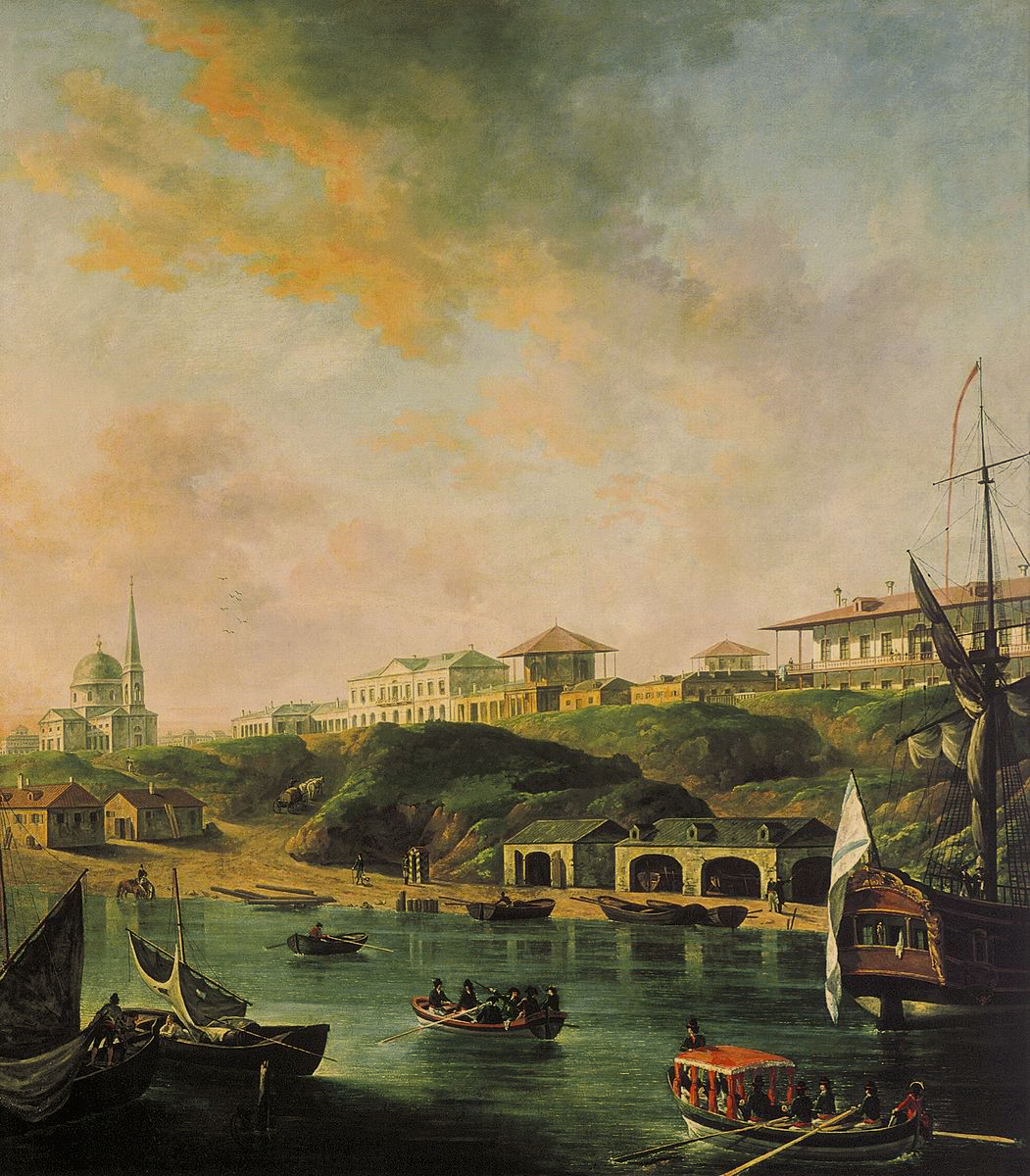
Nicolaiev en 1799

En 1788, durante la guerra ruso-turca (1787-1792) por la cual el imperio ruso conquistó el Yedisán a los turcos, las tropas rusas tomaron la fortaleza de Ochákov el día de San Nicolás. Para conmemorar la batalla, el 27 de agosto de 1789, Gregorio Potemkin, gobernador general de Nueva Rusia, ordenó que se le diera el nombre de Nicolaiev a una nueva ciudad, en honor a san Nicolás de Bari. La ciudad ha sido fundada en 1791.  Alrededor de 1830, Nicolaiev era el epicentro militar de Rusia en el mar Negro; empero, ya en 1854 Nicolaiev había caído al segundo lugar en términos de la armada rusa del sur, después de Sebastopol.
En el contexto de las hostilidades de la guerra de Crimea, en febrero de 1855 la Marina Real británica anunció el bloqueo de Nicolaev, así como del resto de los puertos rusos del mar Negro, por fuerzas navales anglo-francesas.  Durante la guerra, fue nombrado gobernador militar de Nicolaiev el español Agustín de Monteverde y Betancourt, a la sazón general del Ejército Imperial Ruso.
En 1896, Aleksandra Sokolóvskaya fue una de las cofundadoras de un círculo marxista en Nicolaiev; dicho círculo fundó en 1897 la Unión Obrera del Sur de Rusia.  El Partido Obrero Socialdemócrata de Rusia, que en 1918 fue rebautizado Partido Comunista de la Unión Soviética, ya contaba con Comité en Nicolaiev en 1905, y sostenía comunicaciones secretas con los comités de Odesa y de Jersón y con el Comité Central del partido.
Demetrio Aranovich, el primer médico judío en la Argentina, estudió en el Gymnasium de Nicolaiev, donde se graduó de bachiller en 1871. Lev Davídovich Bronstein (Trotski), conoció el marxismo en Nicolaiev y se afilió de joven a la Liga Obrera de Nicolaiev; finalmente, fue prisionero en Nicolaiev, cuya cárcel era mucho peor que la de Odesa, por dos meses. Máximo Gorki buscó trabajo en Nicolaiev, sin éxito.
Pese al desfavorable entorno local respecto a la oferta de mano de obra calificada, en 1895 los directores de la gran acerera belga Cockerill (una de las antecesoras de ArcelorMittal) fundaron con una cuantiosa inversión los Chantiers Navals de Nicolaiev, que amén de ser el primer astillero moderno del mar Negro, ha sido un gran fabricante de equipo ferroviario; poco antes de la Gran Guerra, Vickers adquirió, merced a financiamiento de la Société Générale y de la banca rusa, parte de los astilleros.

### Guerras mundiales
Desde el 20 de marzo de 1918, la ciudad fue ocupada por la Reichswehr del Imperio alemán y desde principios de 1919, por Aliados anglo-franceses.  El contingente francés incluía tropas griegas; un ataque de Nikífor Grigóriev forzó a los greco-franceses a evacuar Nicolaiev el 13 de marzo.  El 17 de agosto de 1919 fue ocupada por el Ejército Blanco y a partir del 2 de febrero de 1920 por los bolcheviques socialistas, quienes perdieron la plaza el 12 de octubre, cuando el general Wrangel del Ejército Blanco capturó nuevamente Nicolaiev.
Las autoridades de la República Socialista Soviética de Ucrania persiguieron a los católicos. En 1923, en Nicolaiev se prohibió a los curas dar misa los domingos, que se hicieron día laboral, y se hizo del lunes día no laborable.
Durante la Segunda Guerra Mundial, tras penetrar al sur de Kiev las tropas de la Alemania nacionalsocialista, el gobierno socialista soviético de Ucrania anunció la evacuación de Nicolaev el 17 de agosto; la ciudad fue ocupada por tropas alemanas y húngaras, que capturaron en puerto un acorazado, un crucero, cuatro destructores y dos submarinos.  Las autoridades nazis alemanas reportaron a la Oficina Central de Seguridad del Reich el asesinato de 5000 judíos de Nicolaiev y que "el problema judío" había sido resuelto.  25 000 gitanos fueron deportados de Rumania hacia el este, donde se les hizo pasar hambruna y maltrato, falleciendo la mitad; Nicolaiev tuvo campo de concentración de gitanos.  Los nacionalsocialistas evacuaron Nicolaiev a fines de marzo de 1944 y trataron de formar un cerco para defender Odesa.

### Posguerra
La ciudad se convirtió en uno de los centros de construcción naval de la Unión Soviética, con tres astilleros. A principios de 1970, durante la Guerra de Desgaste las fuerzas soviéticas clandestinas de la Operación Kavkaz que llevaron avanzados misiles antiaéreos al canal de Suez partieron de Nicolaiev vestidas de civil, en un barco de placer.  Con la fundación de la Office des bauxites de Guinée en 1973, la refinería de aluminio de Nicolaiev pasó a procesar toda la producción del mayor depósito de bauxita del mundo, esto es, unos tres millones de toneladas anuales.

### Desarme nuclear en Nicolaiev
En 1991, Ucrania contaba con 1700 bombas atómicas, incluyendo 176 misiles con explosivo nuclear.  En Nicolaiev, el 30 de octubre de 2001, ocho niños ucranianos demolieron el último silo de lanzacohetes nuclear SS-24.  Este silo N.º 46 de Nicolaiev ha sido el último que le quedaba al Ministerio de Defensa de Ucrania.

### Ucrania independiente
A partir de 1997, Ucrania llevó a cabo ejercicios militares anuales en inmediaciones de Odesa y de Nicolaiev con fuerzas de la OTAN de hasta 15 países, excepto en 2006-2007, cuando protestas locales contra la OTAN lo impidieron.
En los años precedentes a la guerra con Rusia, las mafias hicieron de Nicolaiev uno de los mayores puntos de exportación ilegal de armamentos a Asia y África.

### Invasión rusa delsigloXXI

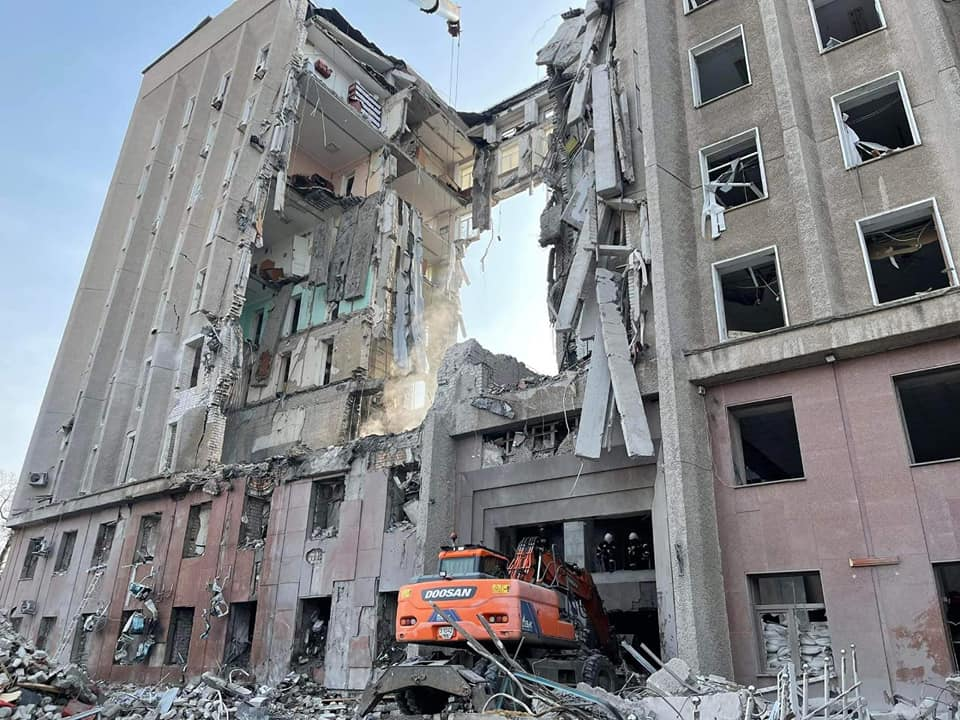
Administración Estatal Regional de Nicolaiev tras un bombardeo ruso, marzo de 2022

En la guerra del Dombás de 2014, Ucrania llevó a cabo en mayo en Nicolaiev reuniones diplomáticas, y descartó el bilateralismo con Rusia.
El 24 de febrero de 2022 los ucranianos hundieron en Nicolaiev su propia embarcación insignia, la fragata Hetman Sahaidachny para prevenir su toma por los rusos.
El 25 de febrero de 2022, fueron atacados con misiles rusos el aeropuerto de Kulbakino y un depósito de combustibles, y el 3 de marzo de 2022 empezó la batalla de Nicolaiev por las fuerzas militares rusas, como parte de la invasión rusa de Ucrania. Un bombardeo a la delegación de gobierno en Nicolaev dejó 16 muertos.  En Palencia se recabaron fondos para llevar refugiados desde Nicolaev.   Rusia alegó haber bombardeado Nikolaev a principios de mayo.  En el otoño, Nicolaiev tenía 50,000 metros cuadrados de ventanas rotas, a causa de los bombardeos.

#### 2023
Ya a mediados de año, la alcaldía de Nicolaiev yacía en ruinas.  El arquitecto inglés Norman Foster se sumó a una iniciativa de la ONU para la reconstrucción de la ciudad.

#### 2024
Annalena Baerbock visitó Nicolaiev en febrero.
En junio, Ucrania reclamó haber derribado en Nicolaiev drones Shahed lanzados por Rusia.  Ése mismo mes, Rusia alegó que un bombardeo contra Sebastopol se lanzó desde Nicolaiev.  En agosto, Dmitri Medvédev pidió que los ejércitos rusos invadiesen la ciudad.

#### 2025
En marzo, la Ucrania derribó misiles rusos sobre Nicolaiev.

## Clima
La ciudad tiene un subtipo de verano cálido (Dfa según la clasificación climática de Köppen) con inviernos suaves y veranos calurosos.[cita requerida] La temperatura media de Nicolaiev es de 10 °C (50 °F). La temperatura media más baja es en enero de –3.1 °C (26 °F), la más alta en julio de 22,3 °C (72 °F).
| Parámetros climáticos promedio de Nicolaiev | Parámetros climáticos promedio de Nicolaiev | Parámetros climáticos promedio de Nicolaiev | Parámetros climáticos promedio de Nicolaiev | Parámetros climáticos promedio de Nicolaiev | Parámetros climáticos promedio de Nicolaiev | Parámetros climáticos promedio de Nicolaiev | Parámetros climáticos promedio de Nicolaiev | Parámetros climáticos promedio de Nicolaiev | Parámetros climáticos promedio de Nicolaiev | Parámetros climáticos promedio de Nicolaiev | Parámetros climáticos promedio de Nicolaiev | Parámetros climáticos promedio de Nicolaiev | Parámetros climáticos promedio de Nicolaiev |
| Mes                                         | Ene.                                        | Feb.                                        | Mar.                                        | Abr.                                        | May.                                        | Jun.                                        | Jul.                                        | Ago.                                        | Sep.                                        | Oct.                                        | Nov.                                        | Dic.                                        | Anual                                       |
| ------------------------------------------- | ------------------------------------------- | ------------------------------------------- | ------------------------------------------- | ------------------------------------------- | ------------------------------------------- | ------------------------------------------- | ------------------------------------------- | ------------------------------------------- | ------------------------------------------- | ------------------------------------------- | ------------------------------------------- | ------------------------------------------- | ------------------------------------------- |
| Temp. máx. media (°C)                       | -1.0                                        | 0.0                                         | 5.0                                         | 14.0                                        | 21.0                                        | 25.0                                        | 27.0                                        | 26.0                                        | 20.0                                        | 14.0                                        | 8.0                                         | 2.0                                         | 14                                          |
| Temp. media (°C)                            | -3.1                                        | -1.8                                        | 2.6                                         | 10.2                                        | 16.5                                        | 20.4                                        | 22.3                                        | 21.8                                        | 16.9                                        | 10.3                                        | 4.4                                         | -0.4                                        | 10.0                                        |
| Temp. mín. media (°C)                       | -6.0                                        | -5.0                                        | 0.0                                         | 6.0                                         | 11.0                                        | 15.0                                        | 17.0                                        | 16.0                                        | 11.0                                        | 6.0                                         | 0.0                                         | -2.0                                        | 6.0                                         |
| Precipitación total (mm)                    | 35.7                                        | 35.4                                        | 29                                          | 32.3                                        | 43.5                                        | 54.2                                        | 56.2                                        | 41                                          | 39.5                                        | 21.5                                        | 36.4                                        | 42.6                                        | 467.3                                       |
| Días de precipitaciones (≥ 66.6 mm)         | 6.4                                         | 6.1                                         | 5.5                                         | 5.5                                         | 6.5                                         | 6.5                                         | 5.1                                         | 4.1                                         | 4.3                                         | 3.3                                         | 5.9                                         | 7.4                                         | 66.6                                        |
| Horas de sol                                | 68.2                                        | 73.5                                        | 120.9                                       | 180.0                                       | 263.5                                       | 288.0                                       | 306.9                                       | 294.5                                       | 231                                         | 167.4                                       | 69                                          | 52.7                                        | 2115.6                                      |
| Fuente: Hong Kong Observatory.              |                                             |                                             |                                             |                                             |                                             |                                             |                                             |                                             |                                             |                                             |                                             |                                             |                                             |

## Demografía
La tasa de natalidad en 2012 era de 9,5 % con 4654 nacimientos y una tasa de mortalidad de 13,0 % con 6379 fallecimientos, lo cual ilustra el decrecimiento de la población durante las dos décadas, debido a la emigración.
Según el censo de 2001, el 58,9 % de los habitantes de la ciudad declararon el ruso como su lengua materna y el 42,17 % el ucraniano.
En 2017 el 63 % de la población hablaba ruso en casa, el 28 % tanto ucraniano como ruso por igual, y el 7 % ucraniano.
La invasión rusa de Ucrania provocó una nueva oleada de ucranización en la ciudad, en la que cada vez más personas optaron por hablar ucraniano. Según una encuesta realizada por el Instituto Republicano Internacional en abril-mayo de 2023, el 30 % de la población de la ciudad hablaba ucraniano en casa, y el 61 % hablaba ruso.

## Industria

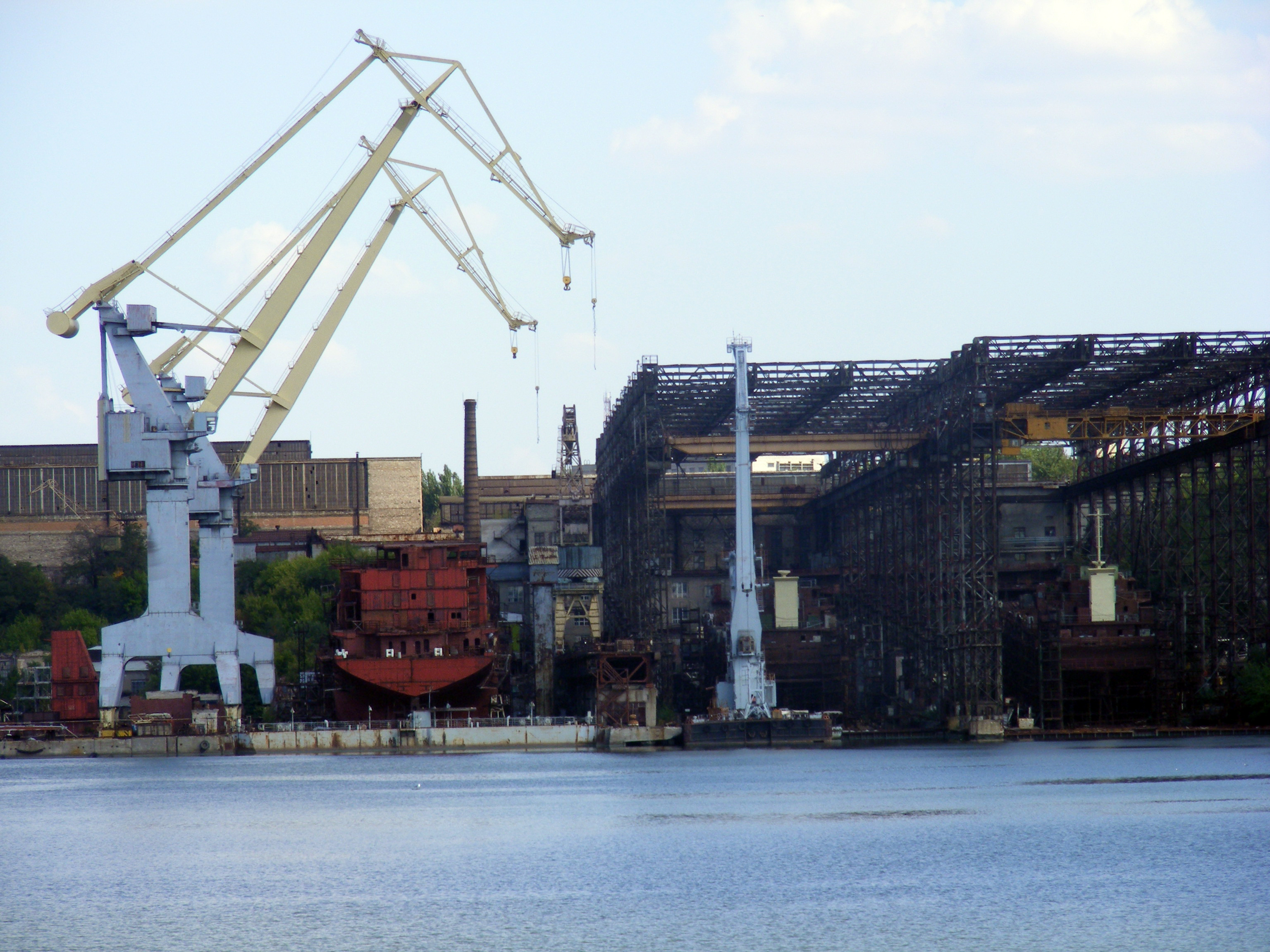
Astillero de Nicolaiev

Durante la Segunda Guerra Mundial, se consideraba a Nicolaiev la más importante ciudad industrial del mar Negro.
En la ciudad hay dos puertos, uno de mar y otro fluvial. El puerto de exportación de Nicolaev habría sido destruido tras un bombardeo ruso en marzo de 2022, según el ministro de agricultura.
Dispone además Nicolaiev de importantes astilleros, que ya a principios del siglo XX construían submarinos.  En 1902, se construyó en los astilleros de Nicolaiev los motores a vapor para el acorazado Potemkin, que han sido de un diseño innovador en el sur de Rusia.  Al presente han llegado el Astillero Chernomorski, que es uno de más grandes de Ucrania y Europa. Otro de los astilleros de la ciudad se conoce con el nombre de Astillero de los 61 comuneros. Existen asimismo varias fábricas, entre las cuales cabe destacar una de construcciones mecánicas, una de reparación de material aeronáutico y la fábrica de cerveza Yantar.
El despacho de granos desde Nicolaiev tiene amplia historia e importancia; por ejemplo, antes de la revolución socialista de 1917, Nicolaiev ya destacaba entre los más importantes ejes de exportación de trigo de la Rusia imperial, siendo mayor Nicolaiev que Jersón y eclipsando ambas, por ejemplo, a Odesa; efectivamente, las exportaciones de Nicolaiev, junto con las de los otros puertos rusos del Mar Negro, como Mariopol, Berdiansk, Rostov, Odesa y Jersón, constituían casi el total de las exportaciones del país a principios del siglo XX.  Para 1928, instalaciones de grano de Nicolaiev estaban entre las mayores de Europa. Su elevador de cereales descargaba 27 vagones en 20 minutos y cargaba en barcos 3000 toneladas de granos por hora.  A principios del s. xxi, la exportación mensual de cinco millones de toneladas de productos del agro ucraniano se dividía entre Nikolaev y Odesa.  Hasta un 20 % del pienso para alimentación animal de España procedía de Ucrania, donde los exportadores radicaban en Nicolaev, amén de otras ciudades del sur como Jersón y Odesa.  Al principio de la década de 2020, la empresa de Nicolaiev "Nibulon" era una de las "mayores empresas productoras y exportadoras de cereales del país," y contaba con su propio astillero y flota.
Nicolaev ha sido también puerto de exportación de minerales, en competencia con Mariúpol.

## Universidades
En 1915, Nicolaiev contaba con un Instituto Tecnológico; de hecho, allí estudio arquitectura Zeev Rechter.La Universidad Marítima de Nicolaiev homenajeó en 2000 a José Casajuana Gibert, y la Universidad Estatal de Nicolaev a Jaime Gil Aluja, ambos de la Real Academia de Ciencias Económicas y Financieras

## Cultura

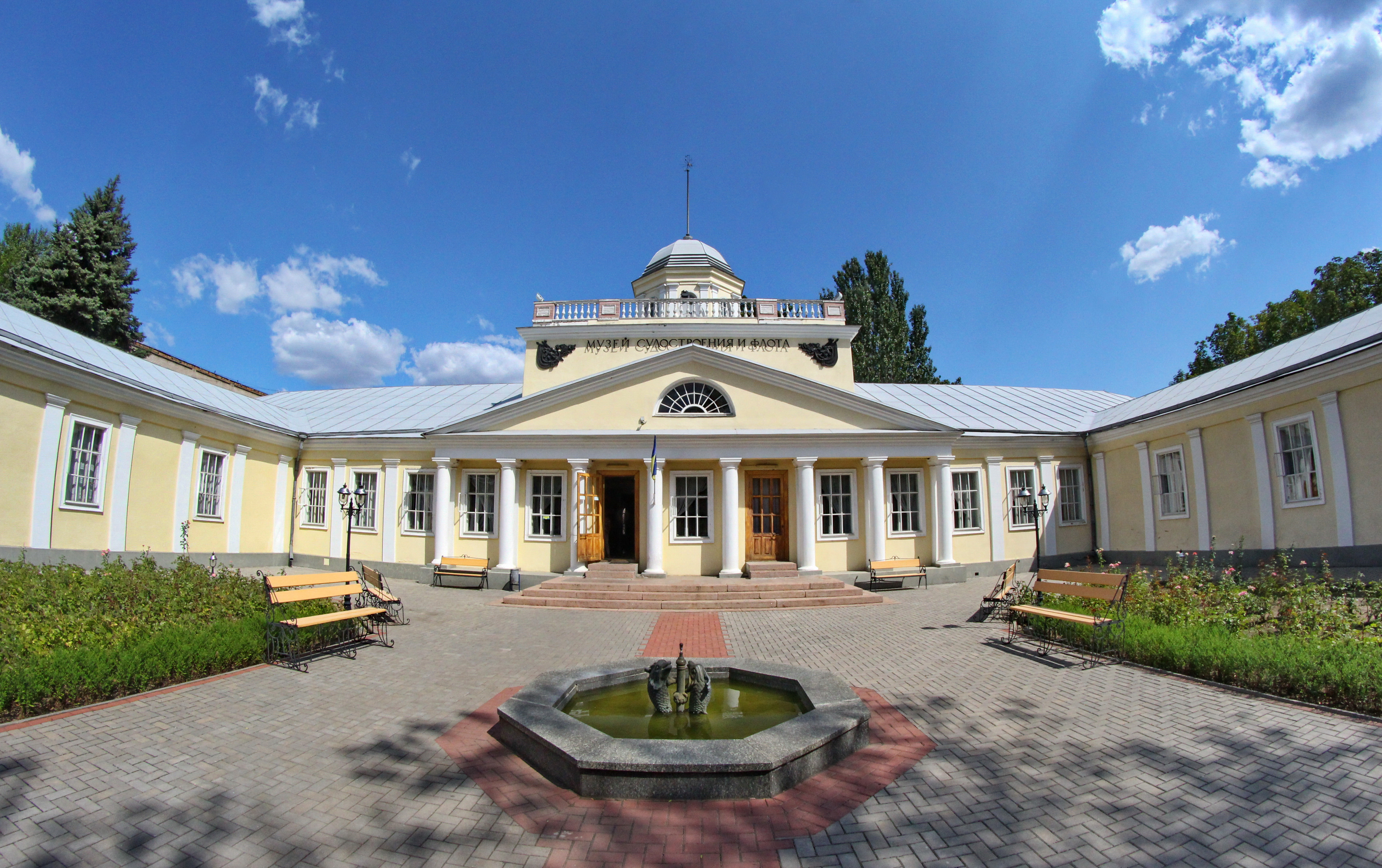
Museo de construcción naval
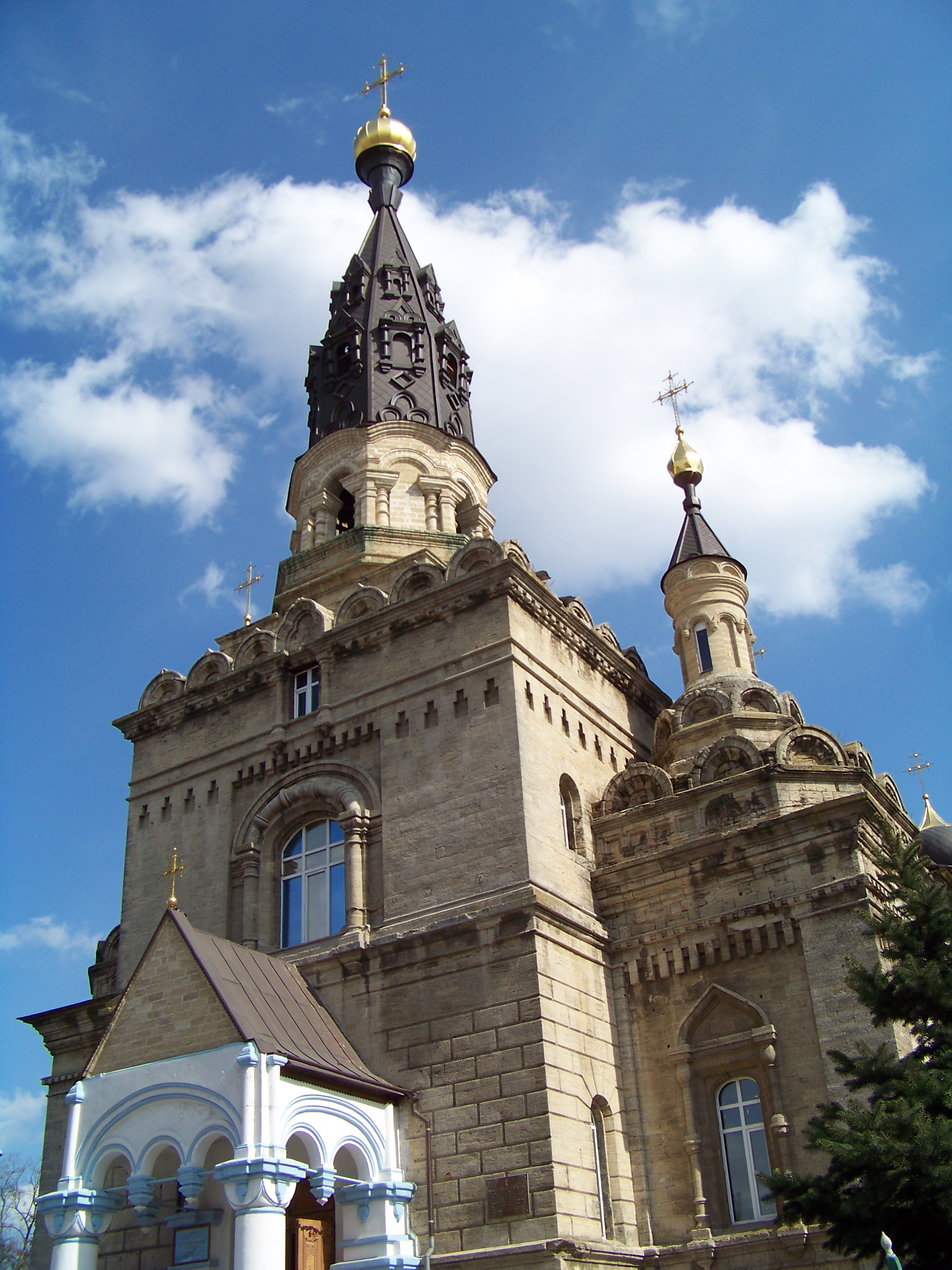
Catedral del Icono de la Madre de Dios de Kasperovskaya
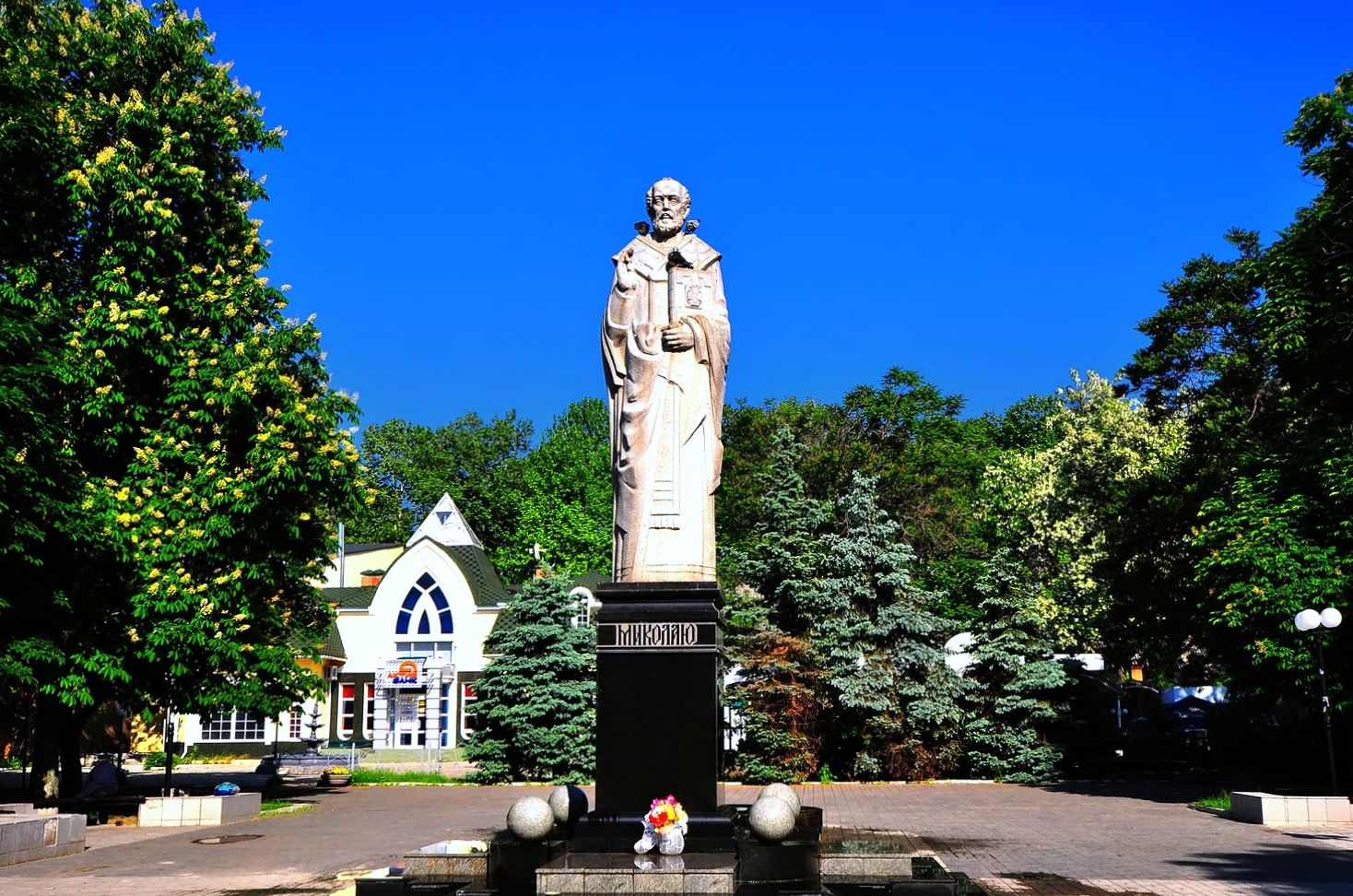
Estatua de San Nicolás

### Museos y parque zoológico
- Museo de etnografía e historia territorial
- Museo de Arte
- Museo de la Armada
- Zoológico de Nicolaiev

### Ciudades hermanadas
| Ciudades con un acuerdo de hermanamiento |         |        |         |        |          |
| Aalborg                                  | Dezhou  | Galati | Glasgow | Kotka  | Kutaisi  |
| Nilüfer                                  | Tianjin | Tenos  | Trieste | Weihei | Zhoushan |

## Personajes ilustres de Nicolaiev
- Bernard Deacon (1903-1927): padre de la antropología de las Nuevas Hébridas.[90]
- Stepán Makárov (1848-1904): Vicealmirante de la Marina rusa, así como distinguido oceanógrafo, premiado por la Academia Rusa de las Ciencias y autor de varios libros sobre el tema.
- Lillian Rosanoff Lieber (1886-1996)[91]
- Rabí Menajem Mendel Schneerson (1902-1994): séptimo heredero de la dinastía del Jasidismo JaBaD.
- Gregory Breit (1899-1981), físico ruso-estadounidense.
- Leonid Vysheslavski (1914-2002): poeta ruso.